# Mihail Vlagyiszlavovics Tyurin
Mihail Vlagyiszlavovics Tyurin (oroszul: Михаил Владиславович Тюрин; Kolomna, 1960. március 2.–) orosz űrhajós.

## Életpálya
1984-ben szerzett diplomát a Moszkvai Repülési Főiskolán (MAI). Diplomát követően az NPO Enyergija vállaltnál helyezkedett el fejlesztőmérnökként.
1994. április 1-től részesült űrhajóskiképzésben a Lyndon B. Johnson Űrközpontban, valamint a Jurij Gagarin Űrhajós Kiképző Központban, sikeres vizsgák után kezdhette meg szolgálatait. Két űrszolgálata alatt a Nemzetközi Űrállomáson (ISS) összesen 344 napot, 5 órát, 8 percet és 49 másodpercet töltött a világűrben. Öt űrséta (kutatás, szerelés) összesen 25 óra 31 percet töltött az űrállomáson kívül. Űrhajós pályafutását 1994. április 1-én fejezte be.
Tevékenyen részt vett olyan szimulátor létrehozásában, amely segítette az űrhajósok (űrrepülés, dokkolás, elválasztás, visszatérést, nappali és éjszakai repülést) kiképzését. 2012. október 1-jétől a kiképzésért, az űrállomáson folytatott kutatások, kísérletek helyettes vezetője.

## Űrrepülések
- STS–105, a Discovery űrrepülőgépen fedélzeti mérnök, az ISS fedélzetén űrállomás specialista. Első űrszolgálata alatt a ISS űrállomáson összesen 128 napot, 20 órát és 45 percet töltött a világűrben. STS–108, az Endeavour űrrepülőgép fedélzetén küldetés specialistaként tért vissza bázisára. Három űrséta alatt (kutatás, szerelés) 13 óra és 35 percet töltött az űrállomáson kívül.
- Szojuz TMA–9 parancsnok, az ISS űrállomáson fedélzeti mérnök. Második hosszútávú űrszolgálata alatt a ISS űrállomáson összesen 215 napot, 8 órát, 22 percet és 50 másodpercet töltött a világűrben. Kettő űrséta alatt (kutatás, szerelés) 11 óra és 56 percet töltött az űrállomáson kívül. Az előírt kutatási, kísérleti program részeként golflabdákat gyártottak.
- Szojuz TMA–11M parancsnok, az ISS űrállomáson fedélzeti mérnök. Harmadik hosszútávú űrszolgálata a ISS űrállomáson.

### Tartalék személyzet
- Szojuz TM–31 fedélzeti mérnök
- Szojuz TMA–6 parancsnok
- Szojuz TMA–7 parancsnok
- Szojuz TMA–09M parancsnok

## Kitüntetések
- Megkapta az Arany Csillag kitüntetést.